# Bloch MB.110
Dimensions
Le Bloch MB.110 est un avion monomoteur colonial de l'entre-deux-guerres construit par la Société des avions Marcel Bloch.
Triplace de liaison et d’observation destiné à l'aviation coloniale, il effectua son premier vol à Villacoublay le 15 juin 1933 piloté par Zacharie Heu équipé d'un moteur Gnome & Rhône 7 Kb de 300 ch. Ce triplace à aile haute cantilever de construction entièrement métallique reposait sur un train classique à larges roues équipées de pneus ballons pour pouvoir se poser sur terrain non préparé. Pesant 1 600 kg en charge et atteignant 210 km/h, cet avion intermédiaire entre les MB.60 et MB.120 ne dépassa pas le stade prototype, un seul exemplaire étant construit.

## Sources
1. ↑  Dassault Aviation